# Roger Ortuño
Roger Ortuño (Barcelona, 1974) es un publicista y japonólogo catalán, conocido por ser el fundador y director de ComerJapones.com, una de las web de referencia sobre gastronomía japonesa.

## Biografía
Se licenció en publicidad y relaciones públicas por la Universidad Autónoma de Barcelona. De adolescente se empezó a interesado por la cultura nipona, y progresivamente se fue especializando en su gastronomía.
En 2003 empezó a escribir el blog Comerjapones.com, que con los años se ha convertido en una referencia en español de la materia.
Desde 2012 colabora con Ficomic en la organización de Nihon Ryōri, los talleres y actividades de gastronomía japonesa del Salón del Manga de Barcelona . Asimismo, es sumiller de sake.
Su conocimiento sobre la gastronomía japonesa le ha llevado a ser asesor gastronómico de los libros Mibu – elBulli (Norma Editorial, 2015), Oishinbo. En la carte (Norma Ed., 2016). En 2019 publicó el libro Oishii. Diccionario ilustrado de gastronomía japonesa (Satori Ediciones, 2019). 
Con la Fundación Japón, ha impartido múltiples conferencias sobre sake y gastronomía japonesa en las Embajadas del Japón en Colombia, Bolivia, Paraguay, Cuba, Panamá, Honduras, México, Guatemala, Perú y Argentina; además de España y Andorra.

## Publicaciones
- Oishii. Diccionario ilustrado de gastronomía japonesa (Satori Ediciones, 2019)[1]

## Premios y reconocimientos
Su labor divulgativa ha sido reconocida por las instituciones niponas en varias ocasiones. Es uno de los pocos occidentales condecorado como embajador de buena voluntad de la gastronomía japonesa (2016) por el gobierno nipón en reconocimiento a su extensa labor divulgativa. También ha recibido el premio del cónsul general de Japón en Barcelona (2015).